# 蚵寮保安宮
蚵寮保安宮，俗稱蚵寮王爺廟，雅稱蠔寮代天府，是位於臺灣臺南市北門區蚵寮的一所王爺信仰廟宇，建於清仁宗嘉慶九年（1804年），蚵寮人稱保安宮為「前廟」，香火極其鼎盛的南鯤鯓王爺廟為「後廟」，合稱「前後廟」，故知保安宮的信仰位階極其崇高。1957年重修。

## 祀神
主奉「深山尉池府千歲」（尊稱「蠔寮庄主」或「蠔寮池王」為守護當地的境主）與朱、岳、紀、金、伍等五府千歲（代天巡狩之神），配祀觀音大士、清水祖師。

## 圖輯

正門入口
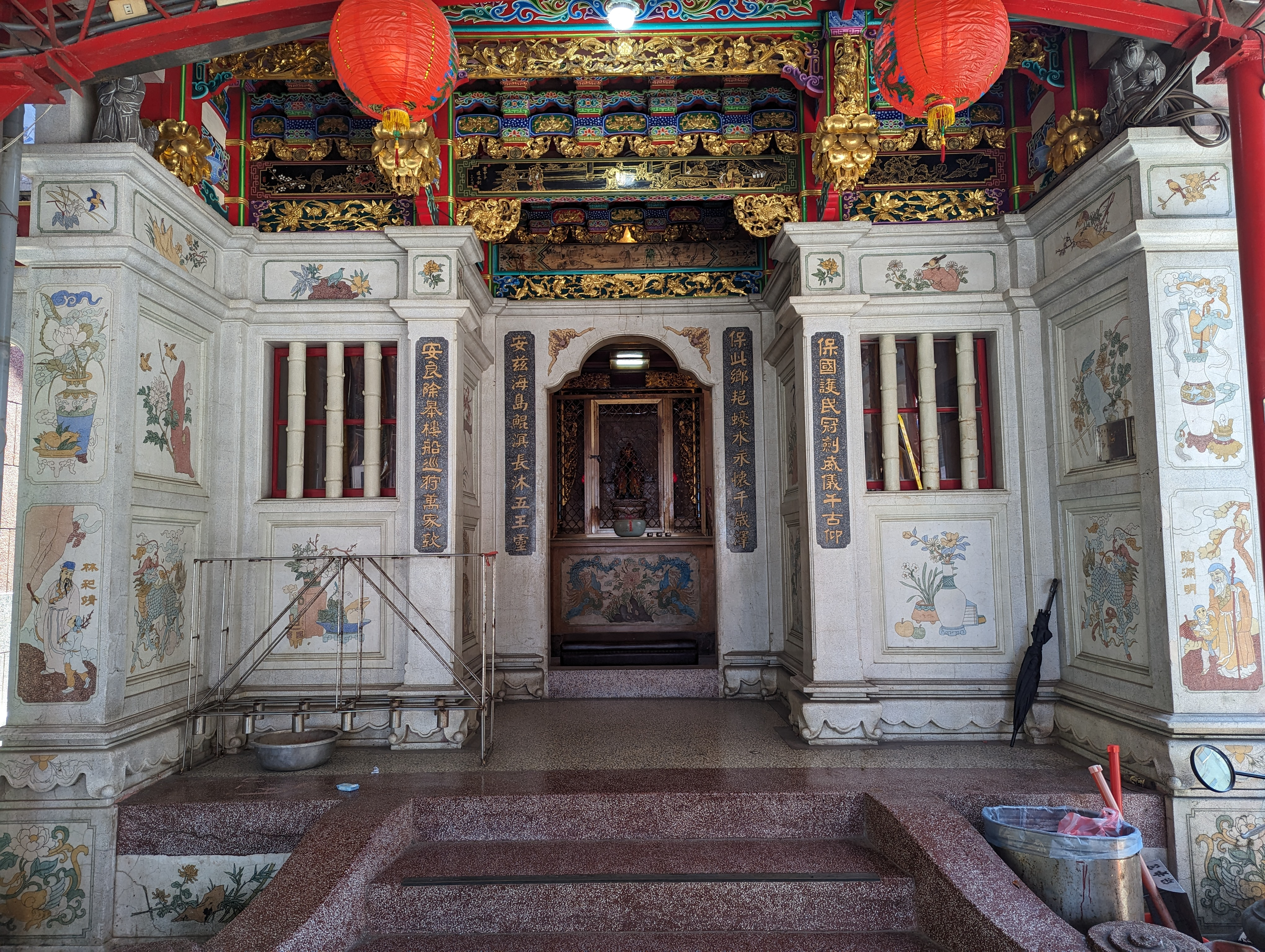
龍邊白牆
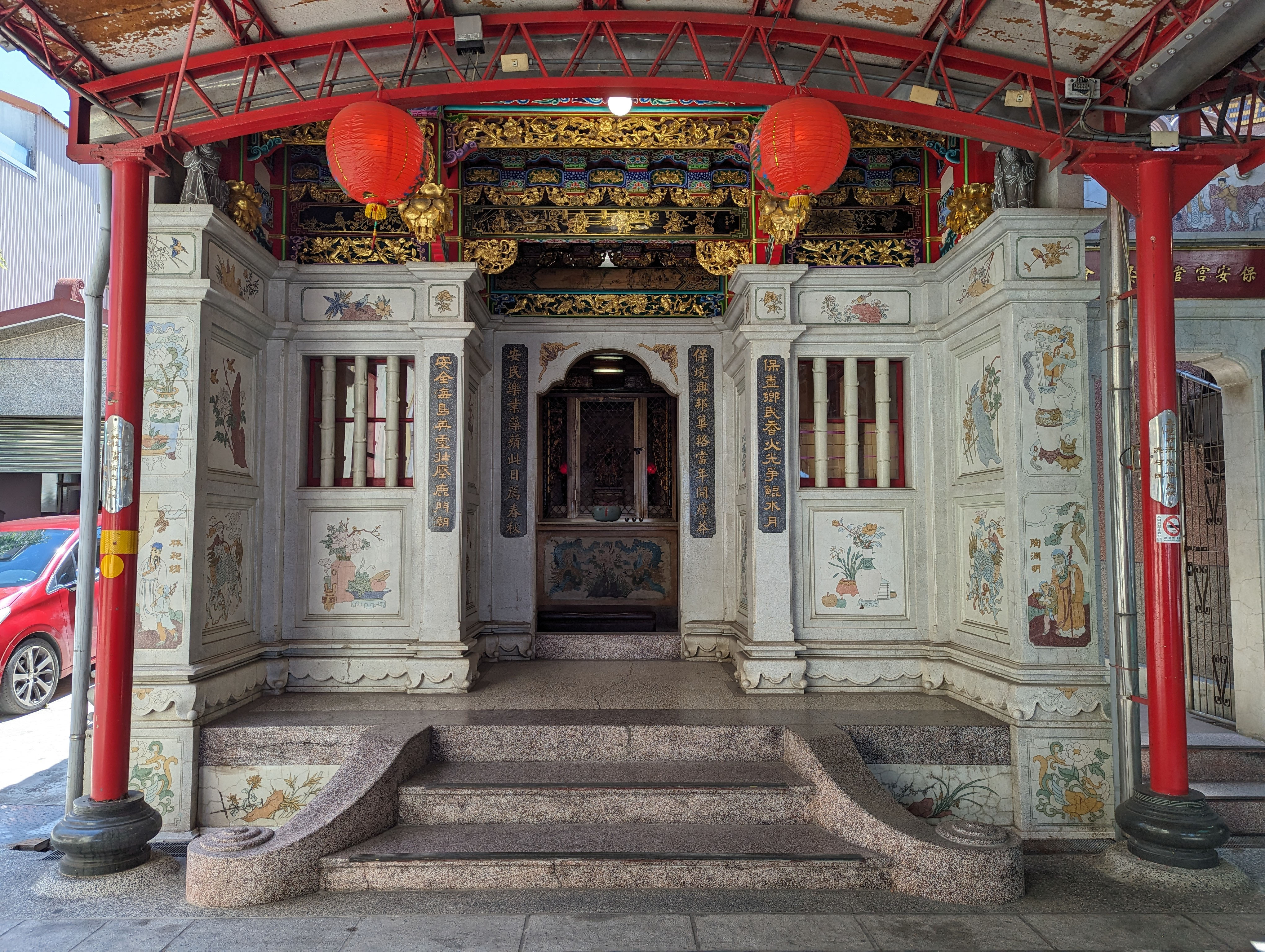
虎邊白牆
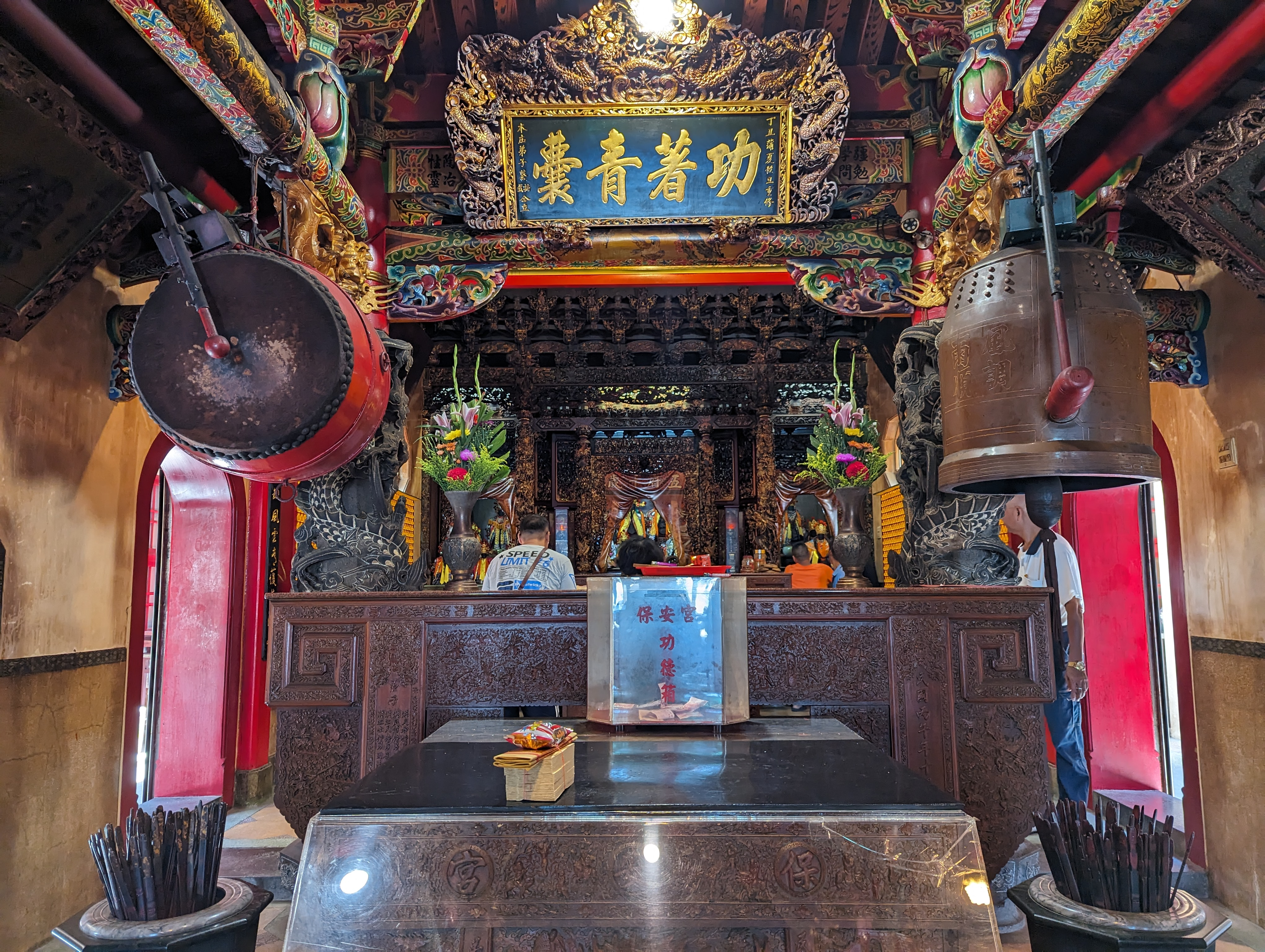
神明廳正殿
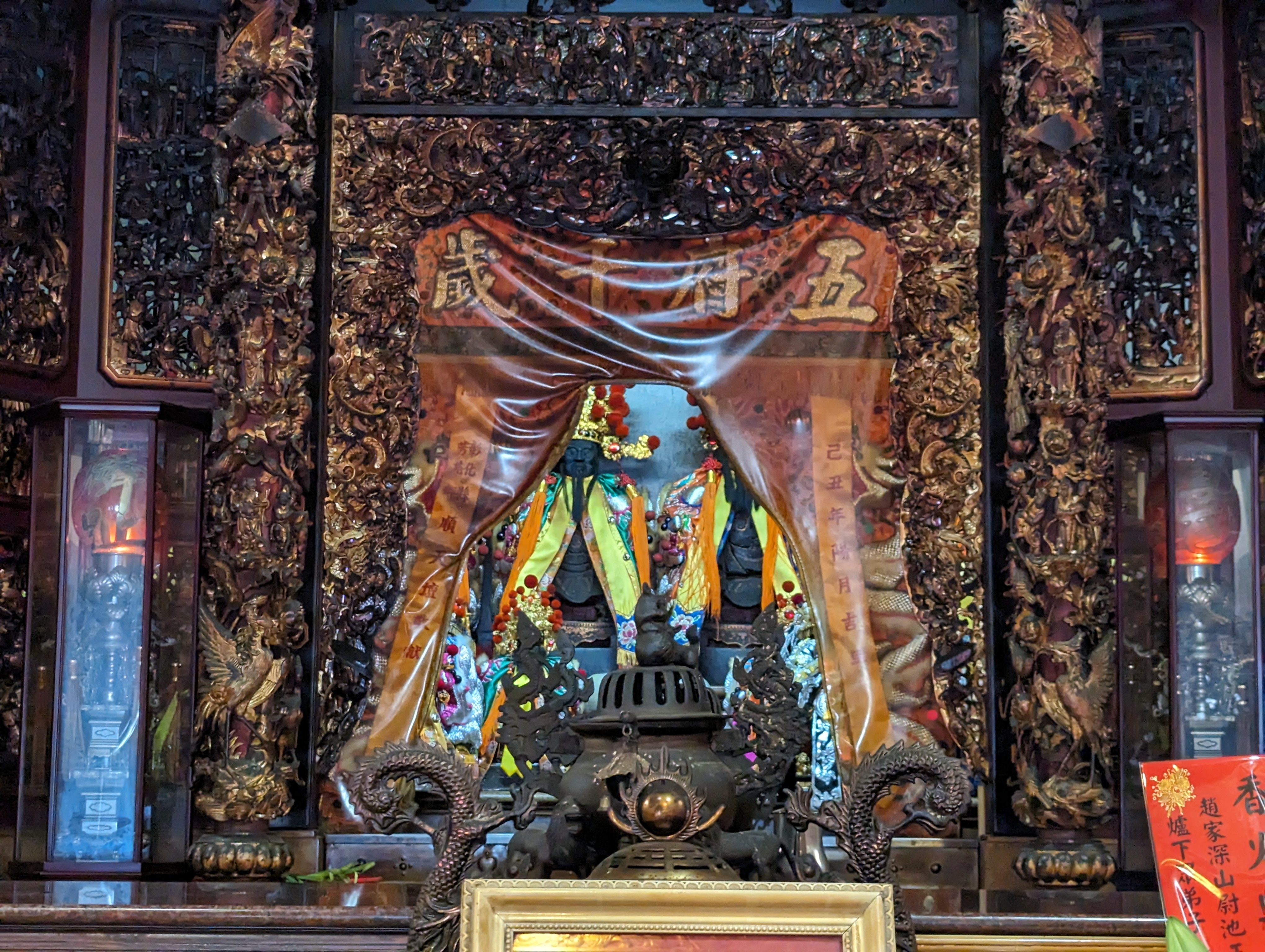
池府千歲像